# Луї Камара
Луї Камара (фр. Louis Camara; 1946, Сенегал — 21 листопада 2024) — сенегальський футболіст, який грав на позиції нападника і півзахисника. Учасник двох Кубків африканських націй у складі національної збірної Сенегалу.

## Біографія
Луї Камара грав на клубному рівні у 60-70 роках ХХ століття за сенегальські клуби «Еспуар де Дакар» і «Фоєр Франс Сенегал». У складі національної збірної Сенегалу Луї Камара грав у фінальному турнірі Кубку африканських націй 1965, на якому сенегальська збірна зайняла 4-те місце, та Кубку африканських націй 1968, на якому збірна Сенегалу завершила виступи на першому етапі.